# Khalid Muftah
Khalid Muftah Mayuuf (en arabe : خالد مفتاح), né le 2 juillet 1992, est un footballeur international qatarien, évoluant au poste de milieu de terrain.

## Biographie
Il participe à la Coupe d'Asie des nations 2011 puis à la Coupe d'Asie des nations 2015 avec l'équipe du Qatar. Il atteint les quarts de finale de cette compétition en 2011.

## Palmarès
- Champion du Qatar en 2011, 2012, 2014, 2015, 2017 et 2018